# Nanosaurus agilis
Nanosaurus agilis es la única especie conocida del género extinto  Nanosaurus   (gr. “lagarto diminuto”) de dinosaurio ornitisquio ornitópodo, que vivió a finales del período Jurásico, hace aproximadamente entre 155 a 148 millones de años, durante el Kimmeridgiense, en lo que es hoy Norteamérica. Descrito por Othniel Charles Marsh en 1877, es un pobremente conocido  ornitisquio de oscuras afinidades.  Sus fósiles se conocen de la  Formación Morrison en Colorado y posiblemente Wyoming. Aparece en una gran cantidad de ilustraciones de divulgación, como un "diminuto dinosaurio", causando la impresión de que es más conocido de lo que realmente es. El taxón tiene una historia taxonómica complicada, en gran parte el trabajo de Othniel C. Marsh y Peter M. Galton, que involucra a los géneros Laosaurus , Hallopus, Drinker, Othnielia y Othnielosaurus, los últimos tres ahora se consideran sinónimos de Nanosaurus. Históricamente se había clasificado como un hipsilofodontido o fabrosáurido, tipos de herbívoros bípedos pequeños generalistas, pero investigaciones más recientes han abandonado estos grupos como parafiléticos y hoy en día se considera a Nanosaurus un miembro basal de Neornithischia.

## Descripción
Nanosaurus es conocido por el material de todas las partes del cuerpo, incluidos dos buenos esqueletos, aunque el cráneo aún es poco conocido. Era un animal pequeño, de 2 metros o menos de longitud y 10  kilogramos o menos de peso. Era un dinosaurio bípedo con extremidades anteriores cortas y extremidades posteriores largas con grandes procesos de fijación muscular. Las manos eran cortas y anchas con dedos cortos. La cabeza era pequeña. Tenía pequeños pómulos en forma de hoja, triangulares y con pequeñas crestas y dentículos que recubren los bordes delantero y trasero, y dientes premaxilares con menos ornamentación. Al igual que varios otros dinosaurios neornitisquios, como Hypsilophodon, Thescelosaurus y Talenkauen, Nanosaurus tenía placas delgadas que se extendían a lo largo de las costillas, llamadas placas intercostales, estas estructuras eran de origen cartilaginoso.

## Descubrimiento e investigación

### Primeros estudios
En 1877, Marsh nombró dos especies de Nanosaurus en publicaciones separadas, basadas en restos parciales de la Formación Morrison de Garden Park, Colorado. Un artículo describió N. agilis, basado en YPM 1913, con restos que incluyen impresiones de un dentario y partes postcraneales que incluyen un ilion, fémur, tibia y un peroné. El otro documento nombró al N. rex, una segunda especie que Marsh basó en YPM 1915 , también llamado YPM 1925 por Galton en 2007, un hueso completo del muslo. Los consideraba como animales pequeños, "del tamaño de un zorro". Se nombró una tercera especie, N. victor , que pronto reconoció como algo completamente diferente, y ahora se conoce como el pequeño cocodrilomorfo bípedo Hallopus.
Al año siguiente, nombró al nuevo género Laosaurus a partir del material recolectado por Samuel Wendell Williston de Como Bluff, Wyoming. Se nombraron dos especies, la especie tipo L. celer, basada en partes de once vértebras, YPM 1875 y el "más pequeño" L. gracilis, originalmente basado en una vértebra de la espalda, una caudal y parte de un cúbito, en la revisión de Peter Galton de 1983 encuentro que el espécimen ahora constan de trece centros vértebrales de la espalda y ocho caudales, y porciones de ambas extremidades posteriores. Marsh estableció una tercera especie, L. consors, en 1894 para YPM 1882, que consiste en la mayoría de un esqueleto articulado y parte de al menos otro individuo. El cráneo solo estaba parcialmente preservado, y el hecho de que las vértebras estuvieran representadas solo por los centros sugiere un individuo parcialmente desarrollado. Galton en 1983 señala que gran parte del esqueleto montado actual fue restaurado en yeso o se aplicó pintura.

### Estudios de Galton
Estos animales atrajeron poca atención profesional hasta las décadas de 1970 y 1980, cuando Peter Galton revisó muchos de los "hipsilofodontes" en una serie de trabajos. En 1973, él y Jim Jensen describieron un esqueleto parcial, BYU ESM 163 a partir del trabajo Galton de 2007, que le faltaba la cabeza, las manos y la cola como Nanosaurus rex, que había sido dañado por otros coleccionistas antes de la descripción. Para 1977, había concluido que Nanosaurus agilis era bastante diferente de N. rex y el nuevo esqueleto, y acuñó Othnielia para esta última especie. El documento, principalmente sobre la naturaleza transcontinental de Dryosaurus, consideró a Laosaurus consors y L. gracilis, sinónimos de O. rex sin muchas explicaciones, y consideraron a L. celer como un nomen nudum, no válido.
En 1990, Robert Bakker, Peter Galton, James Siegwarth y James Filla describieron los restos de un dinosaurio al que llamaron Drinker nisti. El nombre es algo irónico, Drinker, llamado así por el famoso paleontólogo Edward Drinker Cope, cuya famosa "Guerra de los Huesos" con su rival, Othniel Charles Marsh produjeron muchos fósiles de dinosaurios que son mundialmente famosos hoy en día, fue descrito como un pariente cercano probable de Othnielia, llamado así por Marsh. El nombre de la especie se refiere a la National Institute of Standards y Technology (NIST). Descubierto por Siegwarth y Filla en los lechos superiores de la Formación Morrison en Como Bluff, Wyoming, se basó en un esqueleto de un subadulto parcial, originalmente listado como CPS 106, luego como Tate 4001 por Bakker en 1996. Que incluye mandíbulas parciales, vértebras y extremidades parciales. Se le asignaron varios otros especímenes encontrados en la misma área, que consisten principalmente en restos vertebrales y de extremidades posteriores, y dientes. Se desconoce la ubicación actual del espécimen holotipo.  Según Carpenter y Galton en 2018, las dos instituciones anteriores informaron que no habían curado el espécimen, y la colección en la que originalmente se decía que nunca existió.
Varias décadas más tarde, en su estudio de 2007 de los dientes de los ornitisquios de Morrison, concluyó que el holotipo del fémur de Othniela rex no es diagnóstico y reasignó el esqueleto de BYU a Laosaurus, que se basa en un mejor material. Como el género Laosaurus también se basa en material no diagnóstico, le dio a la especie L. consors su propio género, Othnielosaurus. Como resultado, en términos prácticos, lo que se había pensado como Othnielia ahora se conoce como Othnielosaurus consors. Con respecto a Nanosaurus agilis, Galton lo consideró un ornitópodo basal potencialmente válido y observó similitudes con los heterodontosáuridos en el hueso del muslo. Tentativamente le asignó algunos dientes que habían sido referidos a Drinker.

### Últimos estudios
Otra década más tarde, en 2018, Galton, junto con Kenneth Carpenter, describieron un nuevo espécimen ornitisquio. Lo encontraron muy similar al holotipo fragmentario de Nanosaurus, pero más claro en sus características anatómicas. También se descubrió que su nuevo espécimen mostraba una similitud extrema con los especímenes de Othnielosaurus y Drinker. Debido a los nuevos datos, concluyeron que las tres especies, junto con Othnielia, representaban al mismo animal, unido bajo el nombre de Nanosaurus agilis. Esto pintó una nueva imagen de un pequeño dinosaurio singular muy común, conocido por una gran cantidad de material. Esta conclusión ha sido reconocida por los documentos desde entonces, algunos de los cuales incorporan el nuevo taxón que lo abarca todo en sus análisis filogenéticos.

## Clasificación
Marsh asignó a Nanosaurus a su propia familia, Nanosauridae, pero eso no fue comúnmente aceptada y usada. El grupo al que pertenecía la especie siguió siendo problemático durante mucho tiempo, ha sido asignados potencialmente a Iguanodontidae, Camptonotidae, Camptosauridae, Kalodontidae, Hypsilophodontidae y Fabrosauridae, pero en 2007 Galton declaró que eran un miembro básico de Euornithopoda. En su trabajo sobre los pequeños ornitópodos de Australia, Herne y colegas incluyeron a Nanosaurus en su análisis filogenético, en este aparece como un neornitisquio basal, hermano al clado que forman los Jeholosauridae y Thescelosauridae, por fuera de Cerapoda.